# Szamosfő
Szamosfő (románul: Măguri) település Romániában, Erdélyben, Kolozs megyében.

## Fekvése
Gyalutól délnyugatra, Havasnagyfalutól délre, 682 m tengerszint feletti magasságban fekvő település. Szamosfő a Gyalui-havasokban, a Hideg-Szamos völgyében fekszik, a település házai – a környező falvakhoz hasonlóan – a völgyben elszórt telepekben helyezkednek el. Lakói nagyrészt állattartásból, legeltetésből élnek. A település különlegessége még, hogy itt található az ország legmagasabban fekvő iskolája is. Szamosfőtől délre található a Hideg-Szamos-tó.

## Története
Szamosfő nevét 1724-ben említette először oklevél Szamosfő néven. Nevét 1805-ben Magura, 1808-ban Magura (Alpestris-), Havasmagura, 1861-ben Magura, 1913-ban Szamosfő néven írták.